# Nooit te oud
Nooit te oud is een telefilm uit 2013 over een groep ouderen in een zorgcentrum die in opstand komt tegen de slechte omstandigheden.

## Verhaal
Marius Koolman (Aart Staartjes) wordt door zijn zoon naar zorgcentrum Voorstaete gebracht omdat hij lichte vormen van dementie begint te vertonen. Daar voelt hij zich heel kinderlijk en betuttelend behandeld. Hij krijgt standjes als 'ie schreeuwt, moet op gezette tijden naar bed en kan niet zomaar gaan wandelen of gaan vissen. Als hij de regels overtreedt, volgt huisarrest.
Ook andere bewoners zijn ontevreden, omdat niet tegemoet wordt gekomen aan hun wensen zoals lekker en meer eten en de mogelijkheid om te zwemmen.
Koolman hitst hen op en ze bezetten een verdieping van het zorgcentrum. Ze eisen dat hun wensen ingewilligd worden.

## Achtergrond
Het achterliggende thema van de film is de bezuinigingen in de zorg en de gevolgen daarvan voor de kwaliteit van die zorg. De directeur en manager zien de ouderen voornamelijk als kostenposten en proberen hun zorg zo efficiënt en goedkoop mogelijk te organiseren. 

## Rolverdeling
| Acteur             | Personage                         | Bijzonderheden                            |
| ------------------ | --------------------------------- | ----------------------------------------- |
| Aart Staartjes     | Marius Koolman                    |                                           |
| Petra Laseur       | Rita Tondu                        |                                           |
| Bram van der Vlugt | Jan de Graaf                      | Lijdt aan Parkinson en getrouwd met Gerda |
| Kitty Courbois     | Gerda de Graaf-Hageman            | Getrouwd met Jan                          |
| Kasper van Kooten  | Lodewijk van de Sande Merwede     | Directeur zorgcentrum Voorstaete          |
| Georgina Verbaan   | Marleen Blok                      | Zorgmanager                               |
| Ad van Kempen      | Cor Mantel                        |                                           |
| Gerda Havertong    | Anansa Boerenleider               | Wil euthanasie                            |
| Frits Lambrechts   | Arie Nooij                        |                                           |
| Hero Muller        | Kees Ouwehand                     | Wil meer en lekker eten                   |
| Jaap Maarleveld    | Anton Brouwer                     |                                           |
| Truus Dekker       | Miets Schuijt                     |                                           |
| Martijn Nieuwerf   | Ido Koolman                       | Zoon van Marius Koolman                   |
| Caro Lenssen       | Debbie de Boer                    | Verpleegkundige                           |
| Gaston van Erven   | Burgemeester                      |                                           |
| Mirjam Hegger      | Annet Vis                         |                                           |
| Ingeborg Ansing    | Zorgdeskundige                    |                                           |
| Britt van der Gaag | Dierenverzorgster                 |                                           |
| Conny Wilhelmus    | Receptionist                      |                                           |
| Elisa van Riessen  | Dochter van Jan en Gerda de Graaf |                                           |
| Lieke-Rosa Altink  | Dochter van Jan en Gerda de Graaf |                                           |
| Jochum ten Haaf    | Zoon van Rita Tondu               |                                           |
| Tonko Bossen       | Julian Mantel                     | Kleinzoon Cor Mantel                      |
| Anne Prakke        | Journalist                        |                                           |
| Chris Comvalius    | Nicht Anansa Boerleider           |                                           |
| Urmie Plein        | Nicht Anansa Boerleider           |                                           |
| Jaap ten Holt      | Agent                             |                                           |
| Cees Grimbergen    | Gespreksleider                    |                                           |